# Kirchnüchel
Kirchnüchel ist eine Gemeinde im Kreis Plön in Schleswig-Holstein.

## Geografie

### Geografische Lage
Das Gemeindegebiet von Kirchnüchel erstreckt sich nordwestlich des Bungsberges im Naturraum Ostholsteinisches Hügel- und Seenland (Haupteinheit Nr. 702). Hassberg, Kieper und (anteilig) Harmhorster Holz liegen im Gemeindegebiet.

### Gemeindegliederung
Die Gemeinde Kirchnüchel lässt sich siedlungsgeografisch in verschiedene sogenannte Wohnplätze gliedern. Neben dem namenstiftenden Kirchdorf liegen auch die Dörfer Alt- und Neuharmhorst, sowie die Güter Kirchmühl und Grünhaus im Gemeindegebiet.

### Nachbargemeinden
Direkt angrenzende Gemeindegebiete von Kirchnüchel sind:
| Högsdorf            |                                             | Kletkamp                |
| Malente (OT Nüchel) | Kompassrose, die auf Nachbargemeinden zeigt | Schönwalde am Bungsberg |
|                     | Kasseedorf                                  |                         |

## Geschichte

Pastorat Kirchnüchel

Das Gebiet wurde von etwa 500 bis 1100 n. Chr. von Wenden bewohnt, die aus Mecklenburg eingewandert waren.
Die Kirche wurde 1230 erbaut.

## Politik

### Gemeindevertretung
Bei der Kommunalwahl 2023 errang die Kommunale Wählergemeinschaft Kirchnüchel erneut alle sieben Sitze in der Gemeindevertretung. Die Wahlbeteiligung betrug 62,9 Prozent.

### Wappen
Blasonierung: „In Blau eine nach Art eines gotischen Bogens ausgeschweifte silberne Spitze, belegt mit einer roten heraldischen Rose mit grünen Kelchblättern, von der nach unten fächerartig und sich verbreiternd drei blaue Ströme ausgehen.“

## Sehenswürdigkeiten
In der Liste der Kulturdenkmale in Kirchnüchel stehen die in der Denkmalliste des Landes Schleswig-Holstein eingetragenen Kulturdenkmale.
In der St.-Marien-Kirche ist unter anderem eine kleine, mit Flussperlen geschmückte Marienfigur zu sehen. Die Feldsteinkirche war in vorreformatorischer Zeit ein bedeutender Marien-Wallfahrtsort. Sie ist die höchstgelegene (ca. 110 m ü. NN) Kirche Schleswig-Holsteins. An der Kirche befindet sich eine Grabkapelle, die nach dem Entwurf des in Kopenhagen ansässigen flämischen Bildhauers Thomas Quellinus für Cai Lorenz von Brockdorff geschaffen wurde.

## Verkehr
Kirchnüchel liegt an der Straße von Schönwalde nach Lütjenburg. Unweit von Kirchnüchel liegt das Dorf Nüchel mit rund vierhundert Einwohnern, das zur Gemeinde Malente gehört.

## Berühmte Söhne des Dorfes

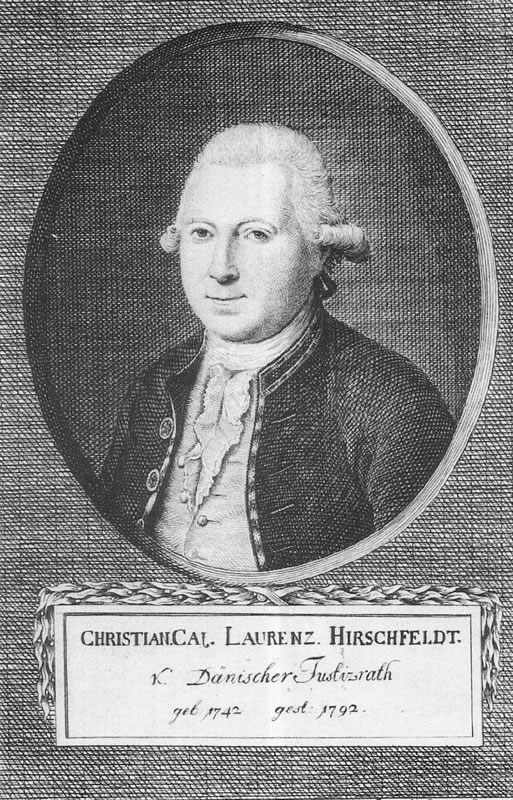
Christian Cay Lorenz Hirschfeld (1742–1792)

- der Kieler Universitätslehrer und Verfasser eines Werkes zur Gartenkunst Christian Cay Lorenz Hirschfeld (1742–1792) ist in Kirchnüchel geboren
- der Erzähler und Dramatiker Julius Stinde (1841–1905) wurde im Pfarrhaus zu Kirchnüchel geboren
- Ludwig Benedict Trede (1731–1819), Hofbeamter des Fürstentums Lübeck in Eutin, wurde auf Grünhaus geboren